# Скрыпин, Роман Андреевич
Рома́н Андре́евич Скры́пин (укр. Роман Андрійович Скрипін; род. 27 мая 1973, Полтава, Украинская ССР, СССР) — украинский медиаменеджер, журналист и телеведущий.

## Биография
Родился 27 мая 1973 года в Полтаве. Высшее образование получил в Институте журналистики Киевского национального университета им. Т. Шевченко (1991—1997).

### Семья
С 24 марта 2006 по 29 мая 2014 года был женат на Кириченко Екатерине Владимировне (журналистка, политтехнолог, руководитель Института антикризисных стратегий). От брака Роман имеет дочь Анну.

## Карьера
1990 — журналист-стажёр, газета «Комсомолец Полтавщины».
1991—1992 — журналист, газета «Україна молода».
1992—1993 — внештатный журналист студии «Гарт», Украинское телевидение.
1993—1995 — журналист, Центр творческого телевидения.
1995—1996 — совладелец, журналист-продюсер — частная фирма «Агентство продюсеров».
1996—1998 — репортер, шеф-редактор новостей, ведущий новостей «Доброе утро, Украина!» УТН, Украинское телевидение.
С сентября 1998 года — редактор-ведущий программы «Вікна. Обзор прессы», телеканал СТБ.
С января 1999 — руководитель и ведущий программ «Вікна. В полночь», «Медиаклуб» на телеканале СТБ. Из-за тотальной политической цензуры на всех телеканалах Украины, в том числе и на канале СТБ, покинул его в 2002 году.
С 2002 года — журналист «Общественного Радио». Вместе с журналистом Андреем Шевченко выступил в Верховной Раде Украины во время парламентских слушаний о состоянии свободы слова на Украине, где с трибуны заявил о недопустимости цензуры и обвинил лично тогдашнего президента Украины Леонида Кучму в создании в стране условий, при которых журналист не может работать по специальности.
Скрыпин является соавтором идеи создания «5 канала» — «канала честных новостей», Первого информационного канала Украины, где и работал с момента его основания (1 сентября 2003 года) до июня 2006 года в должности ведущего итоговой программы «ВРЕМЯ» и шеф-редактора канала. Уволился в июне 2006 года, по словам Романа, из-за отсутствия развития «5 канала», а также из-за того, что на канале была разрушена схема принятия решений — в частности, назначение нового шеф-редактора новостей состоялось без обсуждения с ним как с шеф-редактором канала.
С 14 августа 2006 года до 31 января 2008 года работал в информагентстве «РБК-Украина» в должности медиадиректора. Совмещал с работой ведущего украинской службы Радио «Свобода».
23 февраля 2008 года Романа Скрыпина избрали председателем Независимого медиа-профсоюза Украины. За его избрание проголосовал 31 из 57 делегатов II этапа съезда НМПУ, которые проходил в Доме ученых в Киеве

С 19 января 2009 года — автор и ведущий программы «Правда Романа Скрыпина» на телеканале «ТВі» (Украина).
2 апреля 2009 года Роман Скрыпин возглавил информационную службу канала ТВі, став заместителем главного редактора ТВі Евгения Киселёва.
27 июня 2010 года на очередном Съезде Независимого медиа-профсоюза Украины (НМПУ) Романа Скрыпина переизбирают председателем НМПУ.
С 30 мая 2011 года по январь 2012 года — ведущий развлекательной передачи «Подъём» на Новом канале.
15 сентября 2011 года Роман Скрыпин подал в отставку с должности председателя Независимого медиа-профсоюза Украины со следующей формулировкой: «Прошу принять мою отставку с должности председателя НМПУ по собственному желанию. Причина: неспособность организации к самосодержанию. Всем успехов и вдохновения». 21 сентября 2011 года Совет НМПУ принял отставку Романа Скрыпина. С 23 мая 2012 года — совладелец медиа-компании «Skrypin Production», производящей эксклюзивные видеорепортажи.
В сентябре 2012 инициирует создание интернет-телевидения «Общественное телевидение». C 2013 по май 2015 года являлся руководителем «Громадського ТБ».
С декабря 2015 года — ведущий программы Intermarium на Первом национальном телеканале.
17 января 2016 наблюдательный совет Hromadske.tv обвинил Романа Скрыпина в утаивании части средств телеканала: счета PayPal для сбора добровольных пожертвований и средства за использование контента на YouTube, а также доменное имя hromadske.tv. Сам журналист заявил о готовности возвратить большую часть средств, а также о готовности к диалогу с набсоветом.
24 января 2017 суд планировал продолжить рассмотрение дела. Роман обратился в суд с иском о несправедливом исключении его из членов общественной организации в феврале 2016 вместе с оператором канала Сергеем Гришиным, требуя восстановить их членство в организации. Домен hromadske.tv после рассмотрения во Всемирной организации интеллектуальной собственности было решено оставить в собственности Скрыпина.
С мая 2016 ведет авторские проекты «skrypin.ua» и UMN. Проекты работают в интернете, локальной сети Lanet и на некоторых телеканалах.